# Сон Син Себ
Сон Син Себ, інший варіант Сон Син-Себ (нар. 1 червня 1922, Єсан, Південний Чхунчхон, Корея — пом. 27 лютого 2014, Миколаївська область, Україна) — ланковий колгоспу імені Мікояна Нижньо-Чирчикського району Ташкентської області Узбецької РСР. Герой Соціалістичної Праці (1951).

## Біографія
Народився в 1922 році в селянській сім'ї в одному із сільських населених пунктів повіту Єсан провінції Південний Чхунчхон, Корея (у радянських документах місце народження — Ханкайська волость Нікольськ-Уссурійського повіту Приморської області Далекосхідної Республіки). 1931 року разом із батьками емігрував на радянський Далекий Схід. Трудову діяльність розпочав 12-річним підлітком. Працював різноробом на різних виробництвах.
У 1937 році депортований на спецпоселення в Ташкентську область Узбецької РСР. 1939 року закінчив 9 класів середньої школи № 7 імені Молотова в Нижньо-Чирчикському районі. З 1940 року — рядовий колгоспник колгоспу «Північний маяк» Середньо-Чирчикського району. У наступні роки: ланковий колгосп імені Мікояна Нижньо-Чирчикського району (1950—1954), рядовий колгоспник, бригадир рільничої бригади, рибник, заправник колгоспу імені Леніна Нижньо-Чирчикського району (1955—1982).
1950 року ланка під керівництвом Сон Син Себа зібрала в середньому з кожного гектара по 99,7 центнера зеленцевого стебла кенафа на ділянці площею 6,3 гектара. Указом Президії Верховної Ради СРСР від 22 травня 1951 року удостоєний звання Героя Соціалістичної Праці з врученням ордена Леніна та золотої медалі «Серп і Молот».
Персональний пенсіонер союзного значення. 2005 року переїхав до України. Останні роки свого життя мешкав у Миколаєві.
Помер у лютому 2014 року. Похований на цвинтарі села Галицинове Вітовського району Миколаївської області.

## Нагороди
- Герой Соціалістичної Праці
- Орден Леніна — двічі (1951, 1953)
- Орден Трудового Червоного Прапора (1948)
- Медаль «За трудову доблесть» (1949)
- Медаль «За доблесну працю у Великій Вітчизняній війні 1941—1945 рр.»